# Jukebox (åkattraktion)
Jukebox är en 1950-talsinspirerad åkattraktion på Liseberg. Den första versionen av attraktionen invigdes 1993, men byttes ut mot en helt ny 2012.
Åkattraktionen återfinns över hela världen, men vanligtvis i form av en bläckfisk. Lisebergs variant har ett 1950-talstema och en jukebox är placerad i mitten av attraktionen. Runt jukeboxen hänger armar som håller uppe 25 stycken 1950-talsbilar som roterar både kring sin egen axel och armen som håller dem. Samtidigt roterar armarna runt jukeboxen vilket innebär att de åkande roterar kring tre axlar samtidigt under åkturens gång. Under åkturen spelas typiska jukebox-låtar som slumpas fram före åkturen. Attraktionen är ritad av Rolf Allan Håkanson som tagit inspiration från 1950-talets USA med skillnaden att i denna annars så amerikanskinspirerade åkattraktion, återfinns två av Volvos bilar: Amazonen och sportbilen P1800. Rolf Allan Håkanson fick beröm av Walt Disney Company för sin variant av "bläckfisken".
Till sommarsäsongen 2012 ersattes Jukebox av en nytillverkad ersättare. Den nya Jukebox omges av mer grönska och sittplatser samt att väggen bakom attraktionen har plockats ner så att man nu har utsikt över Mölndalsån. Spellistan, som tidigare stod skriven bakom attraktionen, plockades bort vid ombyggnationen. Då ursprungstillverkaren Schwarzkopf inte längre finns kvar tillverkades den nya versionen av företagets efterträdare Gerstlauer Amusement Rides.
Åkattraktionen kan ta upp till 50 personer åt gången i de 25 bilarna och roterar 22 varv per minut.

## Bilder

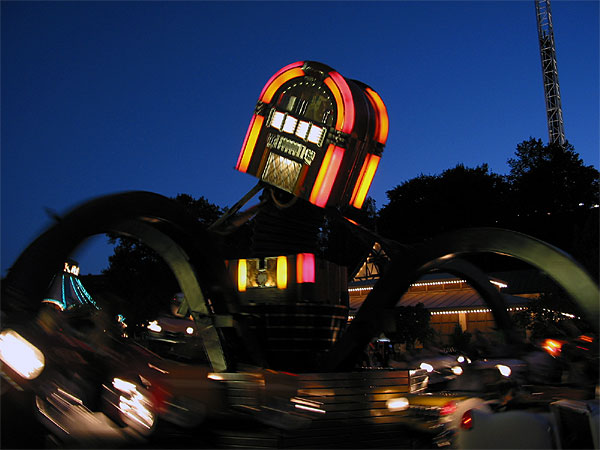
Den äldre varianten av Jukebox, kvällstid.
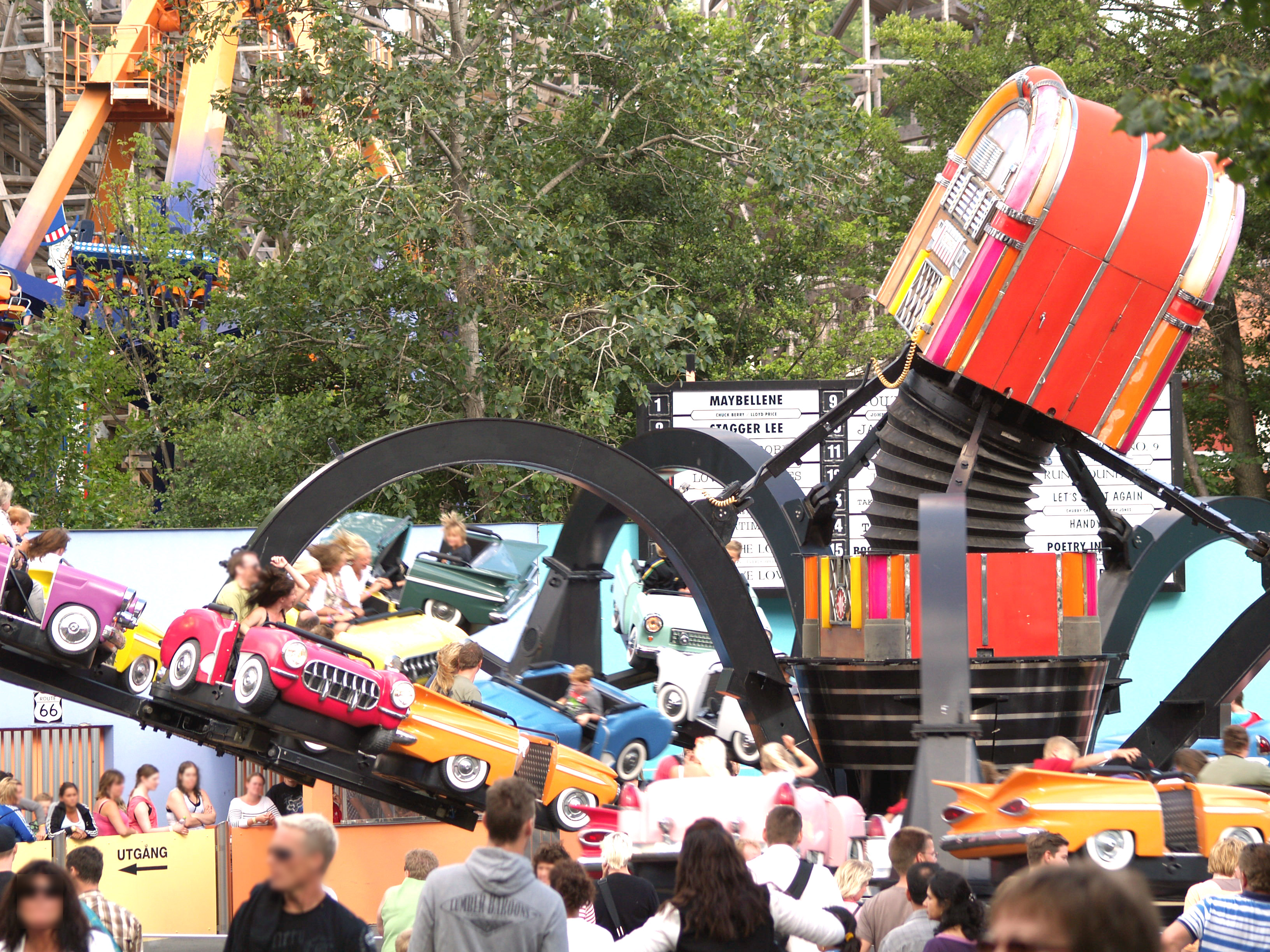
Juli 2010.
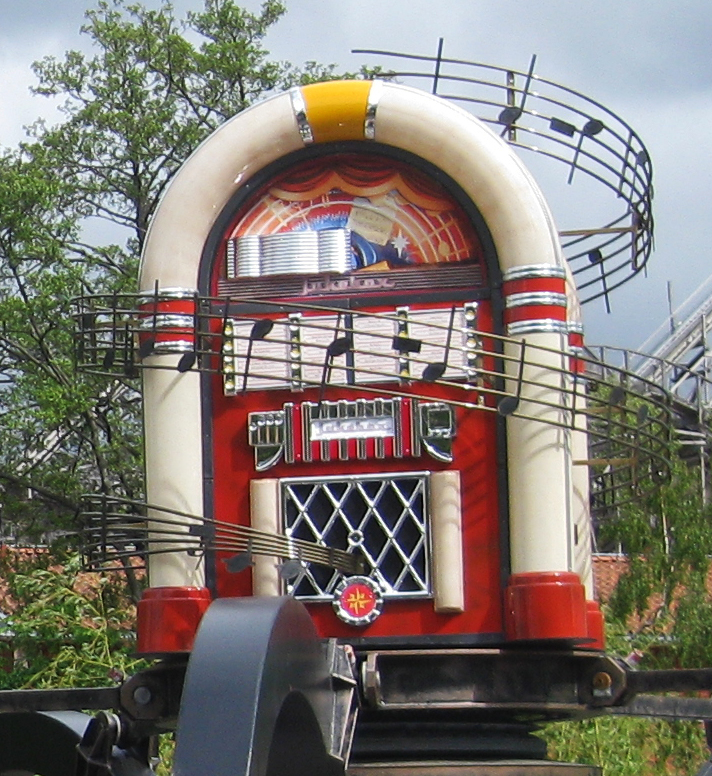
Den nya jukeboxen i mitten av attraktionen.
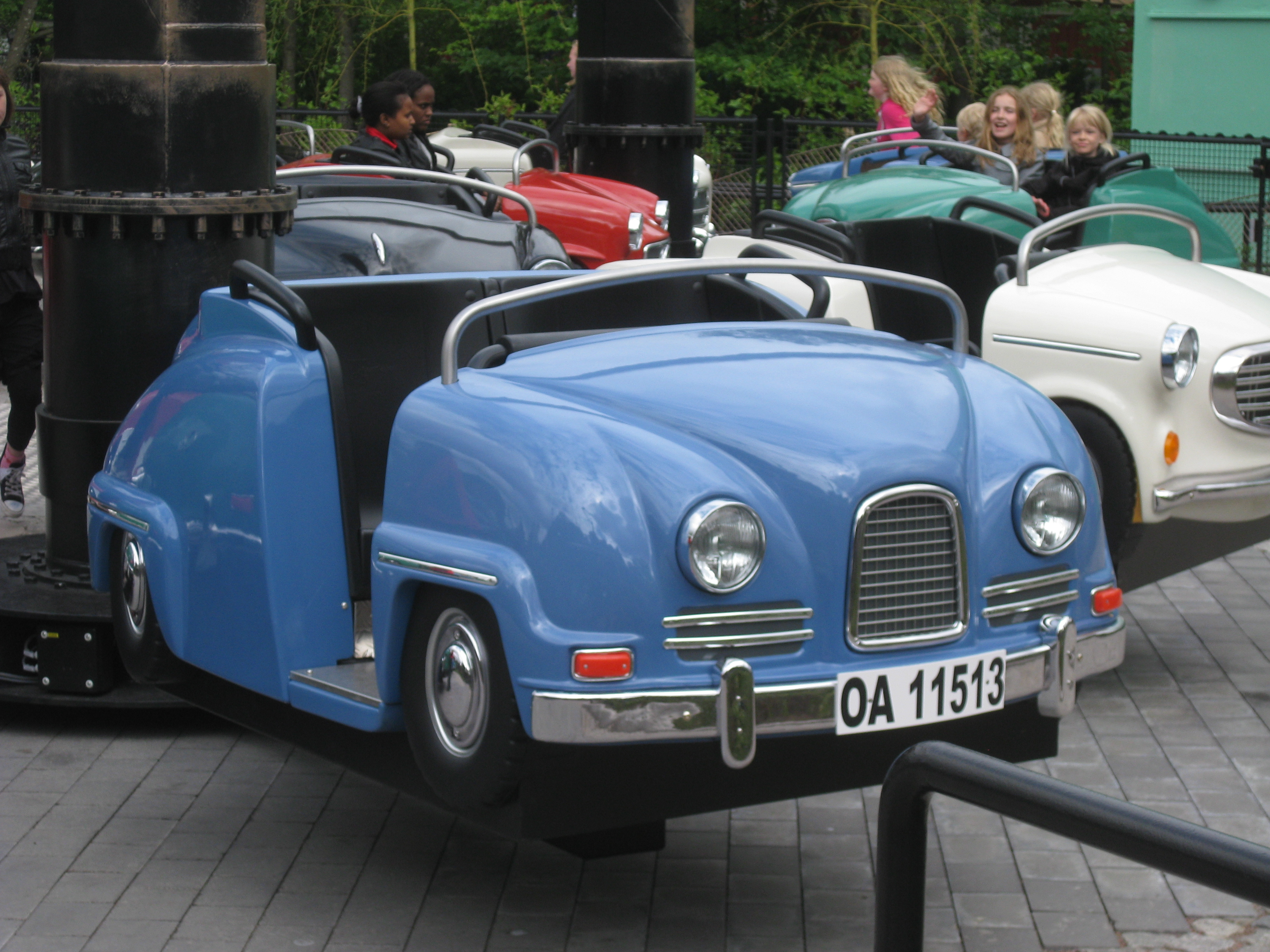
SAAB-inspirerad bil.